# Screen Actors Guild Award/Bester Darsteller in einer Dramaserie

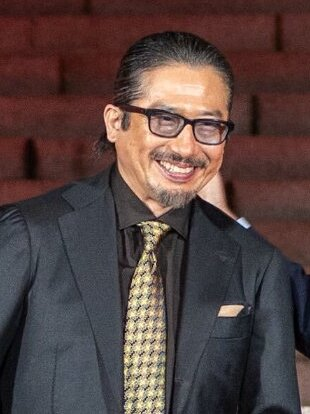
Preisträger 2025: Hiroyuki Sanada (Shōgun)

Der Screen Actors Guild Award in der Kategorie Bester Darsteller in einer Dramaserie (Originalbezeichnung: Outstanding Performance by a Male Actor in a Drama Series) ist eine der Auszeichnungen, die jährlich in den Vereinigten Staaten von der Screen Actors Guild, einer Gewerkschaft von Schauspielern, verliehen werden. Sie richtet sich an Schauspieler, die eine hervorragende Leistung in einer Haupt- oder Nebenrolle in einer Drama-Fernsehserie erbracht haben. Die Kategorie wurde 1995 ins Leben gerufen. Die Gewinner werden in einer geheimen Abstimmung durch die Vollmitglieder der Gewerkschaft ermittelt.

## Statistik
Die Kategorie Bester Darsteller in einer Dramaserie wurde zur ersten Verleihung im Februar 1995 geschaffen. Seitdem wurden an 19 verschiedene Schauspieler eine Gesamtanzahl von 31 Preisen in dieser Kategorie verliehen. Der erste Preisträger war Dennis Franz, der 1995 für seine Rolle als Andy Sipowicz in der ABC-Krimiserie New York Cops – NYPD Blue ausgezeichnet wurde. Der bisher letzte Preisträger war Hiroyuki Sanada, der 2025 für seine Rolle als Yoshi Toranaga in der FX-Dramaserie Shōgun geehrt wurde.
Ältester Gewinner mit 71 Jahren war 2017 der US-Amerikaner John Lithgow (The Crown); ältester nominierter Schauspieler mit 77 Jahren 2009 der Kanadier William Shatner (Boston Legal). Jüngster Gewinner mit 33 Jahren war 1996 der US-Amerikaner Anthony Edwards (Emergency Room – Die Notaufnahme); jüngster nominierter Schauspieler mit 29 Jahren 2000 sein Landsmann Ricky Schroder (New York Cops – NYPD Blue).
| Statistik                          | Schauspieler     | Anzahl | Jahre                                            |
| ---------------------------------- | ---------------- | ------ | ------------------------------------------------ |
| Häufigste Auszeichnungen           | James Gandolfini | 03     | 2000, 2003, 2008                                 |
|                                    | Jason Bateman    | 03     | 2019, 2021, 2023                                 |
| Häufigste Nominierungen (* = Sieg) | Dennis Franz     | 08     | 1995*, 1996, 1997*, 1998, 1999, 2000, 2001, 2002 |
| Häufigste Nominierungen ohne Sieg  | Jon Hamm         | 06     | 2008, 2009, 2010, 2011, 2013, 2016               |

## Gewinner und Nominierte
Die unten aufgeführten Fernsehserien werden mit ihrem deutschen Ausstrahlungstitel (sofern ermittelbar) angegeben, danach folgt in Klammern in kursiver Schrift der fremdsprachige Originaltitel. Die Nennung des Originaltitels entfällt, wenn deutscher und fremdsprachiger Filmtitel identisch sind. Die Gewinner stehen hervorgehoben in fetter Schrift an erster Stelle.

### 1995–2000
1995
Dennis Franz – New York Cops – NYPD Blue (NYPD Blue)
Hector Elizondo – Chicago Hope – Endstation Hoffnung (Chicago Hope)
Mandy Patinkin – Chicago Hope – Endstation Hoffnung (Chicago Hope)
Tom Skerritt – Picket Fences – Tatort Gartenzaun (Picket Fences)
Patrick Stewart – Raumschiff Enterprise – Das nächste Jahrhundert (Star Trek: The Next Generation)
1996
Anthony Edwards – Emergency Room – Die Notaufnahme (ER)
George Clooney – Emergency Room – Die Notaufnahme (ER)
David Duchovny – Akte X – Die unheimlichen Fälle des FBI (The X-Files)
Dennis Franz – New York Cops – NYPD Blue (NYPD Blue)
Jimmy Smits – New York Cops – NYPD Blue (NYPD Blue)
1997
Dennis Franz – New York Cops – NYPD Blue (NYPD Blue)
George Clooney – Emergency Room – Die Notaufnahme (ER)
David Duchovny – Akte X – Die unheimlichen Fälle des FBI (The X-Files)
Anthony Edwards – Emergency Room – Die Notaufnahme (ER)
Jimmy Smits – New York Cops – NYPD Blue (NYPD Blue)
1998
Anthony Edwards – Emergency Room – Die Notaufnahme (ER)
David Duchovny – Akte X – Die unheimlichen Fälle des FBI (The X-Files)
Dennis Franz – New York Cops – NYPD Blue (NYPD Blue)
Jimmy Smits – New York Cops – NYPD Blue (NYPD Blue)
Sam Waterston – Law & Order
1999
Sam Waterston – Law & Order
David Duchovny – Akte X – Die unheimlichen Fälle des FBI (The X-Files)
Anthony Edwards – Emergency Room – Die Notaufnahme (ER)
Dennis Franz – New York Cops – NYPD Blue (NYPD Blue)
Jimmy Smits – New York Cops – NYPD Blue (NYPD Blue)
2000
James Gandolfini – Die Sopranos (The Sopranos)
David Duchovny – Akte X – Die unheimlichen Fälle des FBI (The X-Files)
Dennis Franz – New York Cops – NYPD Blue (NYPD Blue)
Ricky Schroder – New York Cops – NYPD Blue (NYPD Blue)
Martin Sheen – The West Wing – Im Zentrum der Macht (The West Wing)

### 2001–2010
2001
Martin Sheen – The West Wing – Im Zentrum der Macht (The West Wing)
Tim Daly – Auf der Flucht (The Fugitive)
Anthony Edwards – Emergency Room – Die Notaufnahme (ER)
Dennis Franz – New York Cops – NYPD Blue (NYPD Blue)
James Gandolfini – Die Sopranos (The Sopranos)
2002
Martin Sheen – The West Wing – Im Zentrum der Macht (The West Wing)
Richard Dreyfuss – The Education of Max Bickford
Dennis Franz – New York Cops – NYPD Blue (NYPD Blue)
James Gandolfini – Die Sopranos (The Sopranos)
Peter Krause – Six Feet Under – Gestorben wird immer (Six Feet Under)
2003
James Gandolfini – Die Sopranos (The Sopranos)
Michael Chiklis – The Shield – Gesetz der Gewalt (The Shield)
Martin Sheen – The West Wing – Im Zentrum der Macht (The West Wing)
Kiefer Sutherland – 24
Treat Williams – Everwood
2004
Kiefer Sutherland – 24
Peter Krause – Six Feet Under – Gestorben wird immer (Six Feet Under)
Anthony LaPaglia – Without a Trace – Spurlos verschwunden (Without a Trace)
Martin Sheen – The West Wing – Im Zentrum der Macht (The West Wing)
Treat Williams – Everwood
2005
Jerry Orbach (postum) – Law & Order
Hank Azaria – Huff – Reif für die Couch (Huff)
James Gandolfini – Die Sopranos (The Sopranos)
Anthony LaPaglia – Without a Trace – Spurlos verschwunden (Without a Trace)
Kiefer Sutherland – 24
2006
Kiefer Sutherland – 24
Alan Alda – The West Wing – Im Zentrum der Macht (The West Wing)
Patrick Dempsey – Grey’s Anatomy
Hugh Laurie – Dr. House (House)
Ian McShane – Deadwood
2007
Hugh Laurie – Dr. House (House)
James Gandolfini – Die Sopranos (The Sopranos)
Michael C. Hall – Dexter
James Spader – Boston Legal
Kiefer Sutherland – 24
2008
James Gandolfini – Die Sopranos (The Sopranos)
Michael C. Hall – Dexter
Jon Hamm – Mad Men
Hugh Laurie – Dr. House (House)
James Spader – Boston Legal
2009
Hugh Laurie – Dr. House (House)
Michael C. Hall – Dexter
Jon Hamm – Mad Men
William Shatner – Boston Legal
James Spader – Boston Legal
2010
Michael C. Hall – Dexter
Simon Baker – The Mentalist
Bryan Cranston – Breaking Bad
Jon Hamm – Mad Men
Hugh Laurie – Dr. House (House)

### 2011–2020
2011
Steve Buscemi – Boardwalk Empire
Bryan Cranston – Breaking Bad
Michael C. Hall – Dexter
Jon Hamm – Mad Men
Hugh Laurie – Dr. House (House)
2012
Steve Buscemi – Boardwalk Empire
Patrick J. Adams – Suits
Kyle Chandler – Friday Night Lights
Bryan Cranston – Breaking Bad
Michael C. Hall – Dexter
2013
Bryan Cranston – Breaking Bad
Steve Buscemi – Boardwalk Empire
Jeff Daniels – The Newsroom
Jon Hamm – Mad Men
Damian Lewis – Homeland
2014
Bryan Cranston – Breaking Bad
Steve Buscemi – Boardwalk Empire
Jeff Daniels – The Newsroom
Peter Dinklage – Game of Thrones
Kevin Spacey – House of Cards
2015
Kevin Spacey – House of Cards
Steve Buscemi – Boardwalk Empire
Peter Dinklage – Game of Thrones
Woody Harrelson – True Detective
Matthew McConaughey – True Detective
2016
Kevin Spacey – House of Cards
Peter Dinklage – Game of Thrones
Jon Hamm – Mad Men
Rami Malek – Mr. Robot
Bob Odenkirk – Better Call Saul
2017
John Lithgow – The Crown
Sterling K. Brown – This Is Us – Das ist Leben (This Is Us)
Peter Dinklage – Game of Thrones
Rami Malek – Mr. Robot
Kevin Spacey – House of Cards
2018
Sterling K. Brown – This Is Us – Das ist Leben (This Is Us)
Jason Bateman – Ozark
Peter Dinklage – Game of Thrones
David Harbour – Stranger Things
Bob Odenkirk – Better Call Saul
2019
Jason Bateman – Ozark
Sterling K. Brown – This Is Us – Das ist Leben (This Is Us)
Joseph Fiennes – The Handmaid’s Tale – Der Report der Magd (The Handmaid’s Tale)
John Krasinski – Tom Clancy’s Jack Ryan
Bob Odenkirk – Better Call Saul
2020
Peter Dinklage – Game of Thrones
Sterling K. Brown – This Is Us – Das ist Leben (This Is Us)
Steve Carell – The Morning Show
Billy Crudup – The Morning Show
David Harbour – Stranger Things

### 2021–2030
2021
Jason Bateman – Ozark
Sterling K. Brown – This Is Us – Das ist Leben (This Is Us)
Josh O’Connor – The Crown
Bob Odenkirk – Better Call Saul
Regé-Jean Page – Bridgerton
2022
Lee Jung-jae – Squid Game (오징어 게임 / Ojingeo Game)
Brian Cox – Succession
Billy Crudup – The Morning Show
Kieran Culkin – Succession
Jeremy Strong – Succession
2023
Jason Bateman – Ozark
Jonathan Banks – Better Call Saul
Jeff Bridges – The Old Man
Bob Odenkirk – Better Call Saul
Adam Scott – Severance
2024
Pedro Pascal – The Last of Us
Brian Cox – Succession
Billy Crudup – The Morning Show
Kieran Culkin – Succession
Matthew Macfadyen – Succession
2025
Hiroyuki Sanada – Shōgun
Tadanobu Asano – Shōgun
Jeff Bridges – The Old Man
Gary Oldman – Slow Horses – Ein Fall für Jackson Lamb (Slow Horses)
Eddie Redmayne – The Day of the Jackal